# Élections législatives de 1876 dans l'Oise
Les élections législatives de 1876 ont eu lieu les 20 février et 5 mars.

## Résultats à l'échelle du département
| Partis         | Partis                         | Premier tour | Premier tour | Deuxième tour | Deuxième tour | Sièges |
| Partis         | Partis                         | Voix         | %            | Voix          | %             | Sièges |
| -------------- | ------------------------------ | ------------ | ------------ | ------------- | ------------- | ------ |
|                | Bonapartistes                  | 34 821       | 37,92        | 9 403         | 45,06         | 2      |
|                | Centre gauche                  | 20 524       | 22,35        |               |               | 2      |
|                | Républicains                   | 17 287       | 18,83        | 0             |               |        |
|                | Légitimistes                   | 10 191       | 11,10        | 0             |               |        |
|                | Centre droit, Constitutionnels | 8 999        | 9,80         | 11 467        | 54,94         | 1      |
|                |                                |              |              |               |               |        |
| Inscrits       | Inscrits                       | 112 791      | 100,00       | 27 241        | 100,00        | 5      |
| Votants        | Votants                        |              |              | 20 980        | 77,02         |        |
| Abstentions    | Abstentions                    |              |              | 6 261         | 22,98         |        |
| Blancs et nuls | Blancs et nuls                 |              |              | 110           | 0,52          |        |
| Exprimés       | Exprimés                       | 91 822       |              | 20 870        | 99,48         |        |

## Résultats par arrondissement

### Arrondissement de Beauvais

#### 1recirconscription
| Candidats      | Candidats                           | Étiquette           | Premier tour | Premier tour |
| Candidats      | Candidats                           | Étiquette           | Voix         | %            |
| -------------- | ----------------------------------- | ------------------- | ------------ | ------------ |
|                | Antoine Just Léon Marie de Noailles | Bonapartiste        | 8 224        | 53,37        |
|                | Charles Boudeville                  | Républicain radical | 7 184        | 46,63        |
|                |                                     |                     |              |              |
| Inscrits       | Inscrits                            | Inscrits            | 19 086       | 100,00       |
| Votants        | Votants                             | Votants             | 15 774       | 82,65        |
| Abstention     | Abstention                          | Abstention          | 3 312        | 17,35        |
| Blancs et nuls | Blancs et nuls                      | Blancs et nuls      | 366          | 2,32         |
| Exprimés       | Exprimés                            | Exprimés            | 15 408       | 97,68        |

#### 2ecirconscription
| Candidats      | Candidats               | Étiquette       | Premier tour | Premier tour |
| Candidats      | Candidats               | Étiquette       | Voix         | %            |
| -------------- | ----------------------- | --------------- | ------------ | ------------ |
|                | Théophile-Léon Chevreau | Bonapartiste    | 7 910        | 53,26        |
|                | Laffineur               | Républicain     | 4 256        | 28,65        |
|                | Albert Desjardins       | Constitutionnel | 2 687        | 18,09        |
|                |                         |                 |              |              |
| Inscrits       | Inscrits                | Inscrits        | 17 892       | 100,00       |
| Votants        | Votants                 | Votants         | 15 045       | 84,09        |
| Abstention     | Abstention              | Abstention      | 2 847        | 15,91        |
| Blancs et nuls | Blancs et nuls          | Blancs et nuls  | 192          | 1,28         |
| Exprimés       | Exprimés                | Exprimés        | 14 853       | 98,72        |

### Arrondissement de Clermont
| Candidats      | Candidats              | Étiquette      | Premier tour | Premier tour |
| Candidats      | Candidats              | Étiquette      | Voix         | %            |
| -------------- | ---------------------- | -------------- | ------------ | ------------ |
|                | Louis Levavasseur      | Centre gauche  | 10 642       | 51,08        |
|                | Delphe-Auguste Labitte | Légitimiste    | 10 191       | 48,92        |
|                |                        |                |              |              |
| Inscrits       | Inscrits               | Inscrits       | 24 696       | 100,00       |
| Votants        | Votants                | Votants        | 21 185       | 85,78        |
| Abstention     | Abstention             | Abstention     | 3 511        | 14,22        |
| Blancs et nuls | Blancs et nuls         | Blancs et nuls | 352          | 1,66         |
| Exprimés       | Exprimés               | Exprimés       | 20 833       | 98,34        |

### Arrondissement de Compiègne
| Candidats      | Candidats                 | Étiquette      | Premier tour | Premier tour | Deuxième tour | Deuxième tour |
| Candidats      | Candidats                 | Étiquette      | Voix         | %            | Voix          | %             |
| -------------- | ------------------------- | -------------- | ------------ | ------------ | ------------- | ------------- |
|                | Henri de Cossé-Brissac    | Bonapartiste   | 9 100        | 42,81        | 9 403         | 45,06         |
|                | François-Ernest Dutilleul | Centre droit   | 6 312        | 29,69        | 11 467        | 54,94         |
|                | Eugène Gellion-Danglar    | Républicain    | 5 847        | 27,50        |               |               |
|                |                           |                |              |              |               |               |
| Inscrits       | Inscrits                  | Inscrits       | 27 241       | 100,00       | 27 241        | 100,00        |
| Votants        | Votants                   | Votants        |              |              | 20 980        | 77,02         |
| Abstention     | Abstention                | Abstention     |              |              | 6 261         | 22,98         |
| Blancs et nuls | Blancs et nuls            | Blancs et nuls |              |              | 110           | 0,52          |
| Exprimés       | Exprimés                  | Exprimés       | 21 259       |              | 20 870        | 99,48         |

### Arrondissement de Senlis
| Candidats      | Candidats      | Étiquette      | Premier tour | Premier tour |
| Candidats      | Candidats      | Étiquette      | Voix         | %            |
| -------------- | -------------- | -------------- | ------------ | ------------ |
|                | Louis Sébert   | Centre gauche  | 9 882        | 50,76        |
|                | Alexis Picard  | Bonapartiste   | 9 587        | 49,24        |
|                |                |                |              |              |
| Inscrits       | Inscrits       | Inscrits       | 23 876       | 100,00       |
| Votants        | Votants        | Votants        | 19 682       | 82,43        |
| Abstention     | Abstention     | Abstention     | 4 194        | 17,57        |
| Blancs et nuls | Blancs et nuls | Blancs et nuls | 213          | 1,08         |
| Exprimés       | Exprimés       | Exprimés       | 19 469       | 98,92        |